# Johnson Col
Johnson Col är ett bergspass i Antarktis. Det ligger i Västantarktis. Chile gör anspråk på området. Johnson Col ligger 1 800 meter över havet.
Terrängen runt Johnson Col är bergig åt nordost, men åt sydväst är den kuperad. Trakten är obefolkad. Det finns inga samhällen i närheten.